# Sooke Lake
Sooke Lake är en sjö i Kanada.   Den ligger i provinsen British Columbia, i den sydvästra delen av landet, 3 600 km väster om huvudstaden Ottawa. Sooke Lake ligger 184 meter över havet. Arean är 5,7 kvadratkilometer. Den sträcker sig 6,9 kilometer i nord-sydlig riktning, och 3,1 kilometer i öst-västlig riktning.
I omgivningarna runt Sooke Lake växer i huvudsak barrskog. Runt Sooke Lake är det glesbefolkat, med 11 invånare per kvadratkilometer.